# Gåsborns kyrka
Gåsborns kyrka ligger i Gåsborn i Filipstads församling och Filipstads kommun.

## Kyrkobyggnaden
Den nuvarande kyrkan föregicks av två träkyrkor. Den äldsta, som var av timmer, stod färdig 1652. Den brann 1927 och ersattes av en ny träkyrka, vilken också den eldhärjades efter ett blixtnedslag 1945. 
Nuvarande kyrka uppfördes 1946 till 1947 efter ritningar av arkitekten Einar Lundberg. Kyrkan är av tegel och färgad med ockrafärgad slamputs. Tornet i väster är försett med en huv och hög spira. Taken är belagda med skiffer. Invändigt har långhuset ett spetsbågigt valv av träpanel och över det smalare koret finns ett slätputsat valv.

## Inventarier
- Predikstolen från 1947 finns i korets norra del.
- Dopfunten av sandsten är från 1947.
- Altartavlan utgörs av en muralmålning utförd av Simon Sörman.